# Шуа-Носири
Шуа-Носири (груз. შუა ნოსირი) — село в Грузии, на территории Сенакского муниципалитета края (мхаре) Самегрело-Верхняя Сванетия.

## География
Село находится в западной части Грузии, на левом берегу реки Техури, на расстоянии приблизительно 2 километров (по прямой) к востоку от города Сенаки, административного центра муниципалитета. Абсолютная высота — 35 метров над уровнем моря.

## Население
По результатам официальной переписи населения 2014 года в Шуа-Носири проживало 235 человек (113 мужчин и 122 женщины). В национальной структуре населения грузины составляли 99,1 %.
| Год  | Население, человек |
| ---- | ------------------ |
| 2002 | 521                |
| 2014 | ↘ 235              |